# Maksym Poliszczuk
Maksym Poliszczuk (ukr. Максим Поліщук, ur. 15 czerwca 1984 w Żytomierzu) – ukraiński kolarz torowy i szosowy, dwukrotny medalista torowych mistrzostw świata.

## Kariera
Największy sukces w karierze Maksym Poliszczuk osiągnął na mistrzostwach świata w Palma de Mallorca w 2007 roku, gdzie wspólnie z Witalijem Popkowem, Witalijem Szczedowem i Lubomyrem Połatajko wywalczył srebrny medal w drużynowym wyścigu na dochodzenie. Rok wcześniej, podczas mistrzostw świata w Bordeaux razem z Wołodymyrem Diudią, Romanem Kononenko i Lubomyrem Połatajko w tej samej konkurencji zdobył brązowy medal. W 2008 roku brał udział w igrzyskach olimpijskich w Pekinie, zajmując dziewiąte miejsce w tej konkurencji. W 2010 roku wystąpił na mistrzostwach świata w Kopenhadze, gdzie wraz z kolegami z reprezentacji był piąty. W 2009 roku został szosowym mistrzem Ukrainy.